# Hidde Petrus Nicolaas Halbertsma
Hidde Petrus Nicolaas Halbertsma (Sneek, 4 januari 1853 - Utrecht, 16 februari 1929) was een Nederlands ingenieur en architect.
Halbertsma was de zoon van Klaas Tjallings Halbertsma (1815-1879) en Hesterina ten Cate (1819-1886) en kleinzoon van Tjalling Hiddes Halbertsma.
Halbertsma trouwde op 16 mei 1888 te Hannover met Dorothee Auguste Marianne Grosse Schröder (1855-1939), dochter van Heinrich Wilhelm Grosse Schröder en Johanna Wilhelmina Isermann.
Halbertsma volgde na het eindexamen H.B.S een technische opleiding in Aken en Hannover. Na enige tijd in dienstverband gewerkt te hebben vestigde hij zich in 1881 als zelfstandig civiel ingenieur. Als zodanig maakte hij een groot aantal ontwerpen voor waterleidingen. Van 1903 tot 1910 was hij directeur van de gemeentelijke water-, gas- en elektriciteitsbedrijven in Wiesbaden, van 1910 tot 1917 was hij technisch directeur van de Maatschappij tot Bouw en Exploitatie van Gemeentebedrijven.

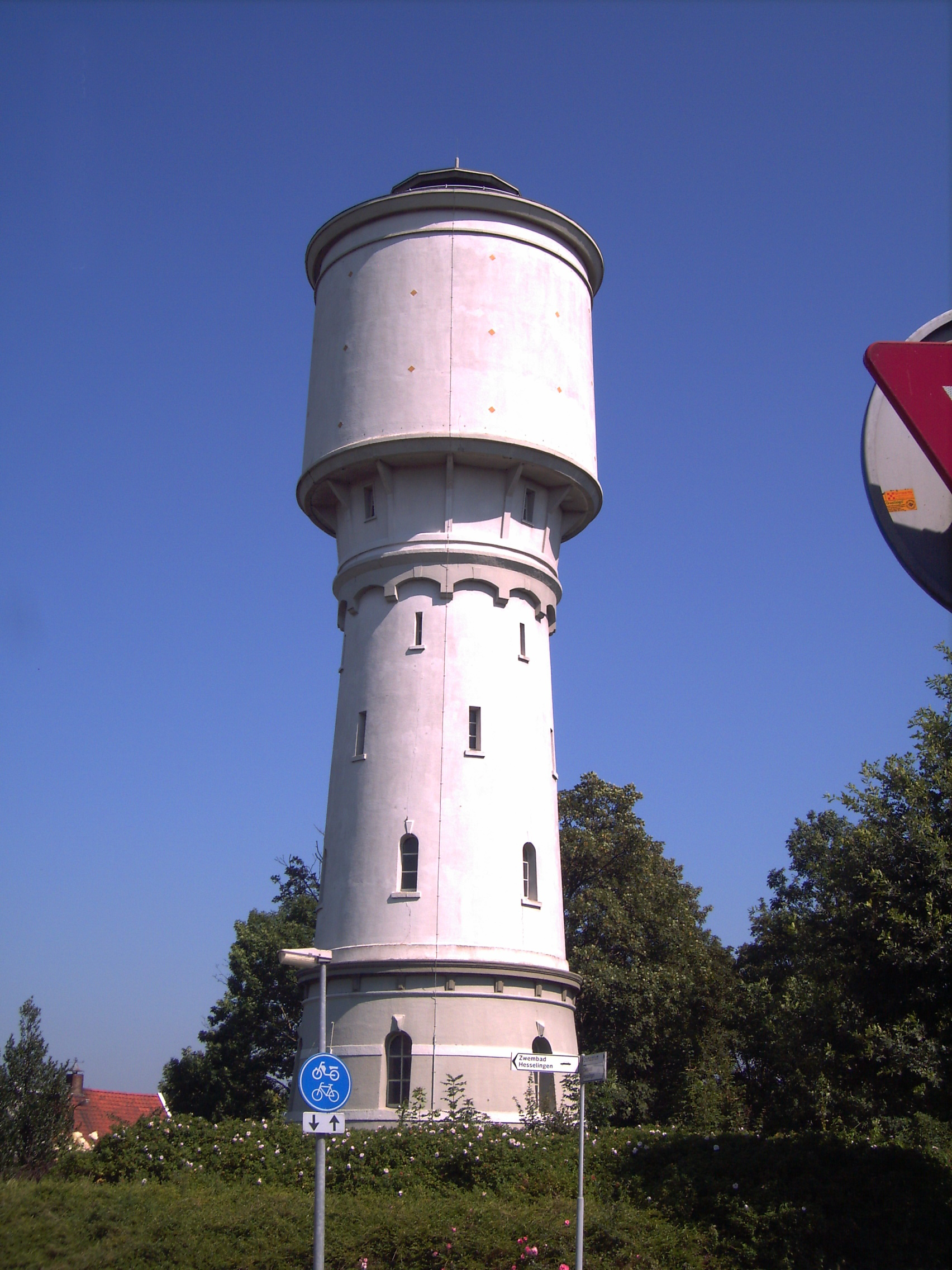
Watertoren Meppel
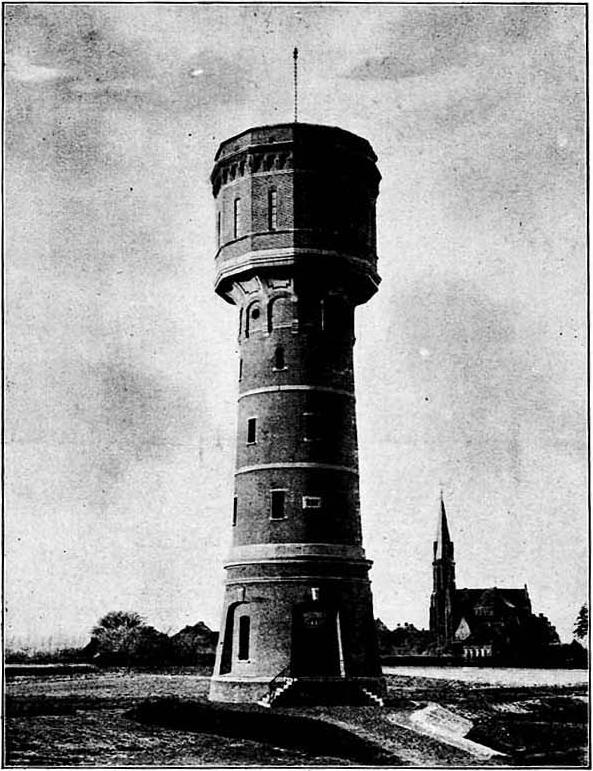
Watertoren Roermond
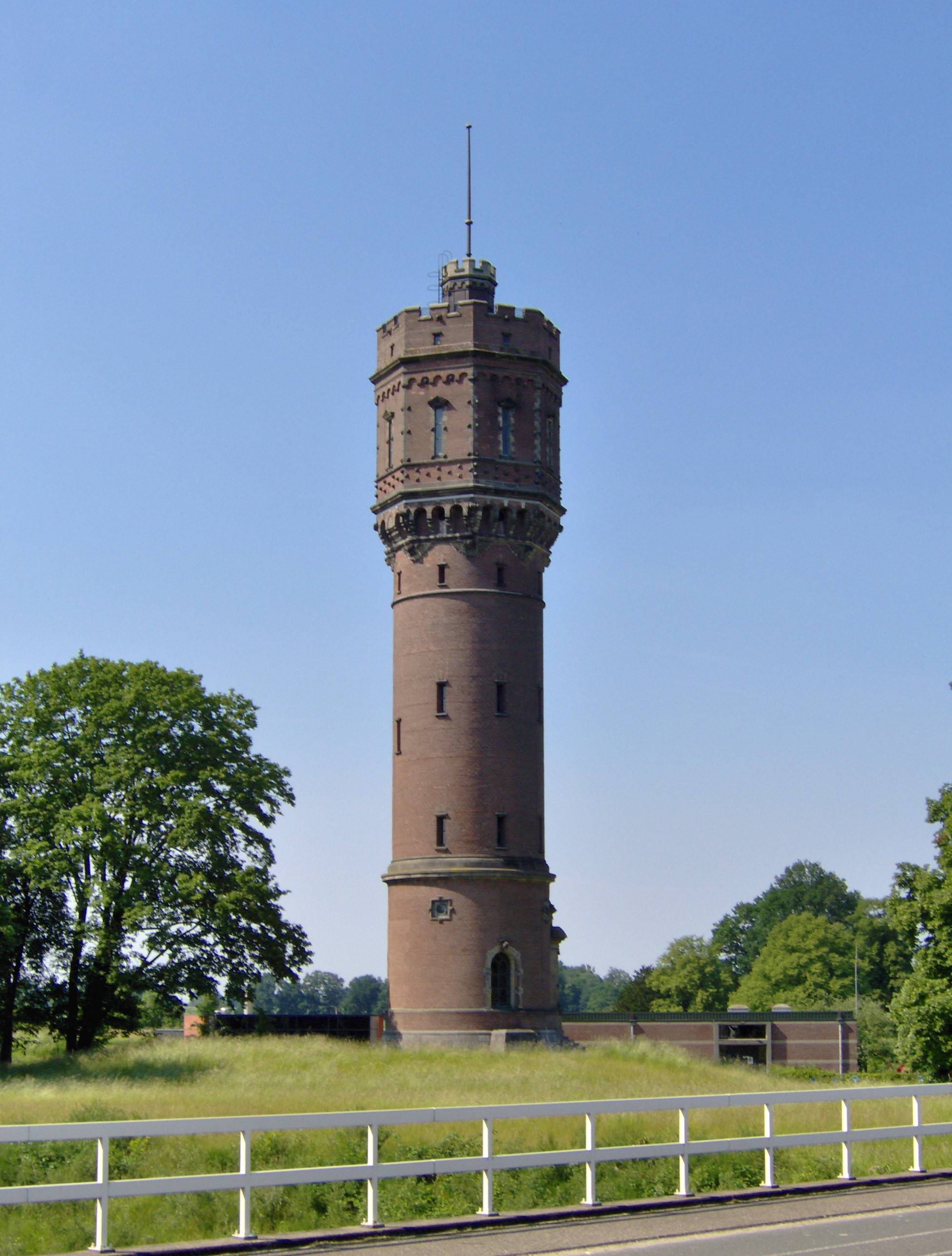
Watertoren Delden
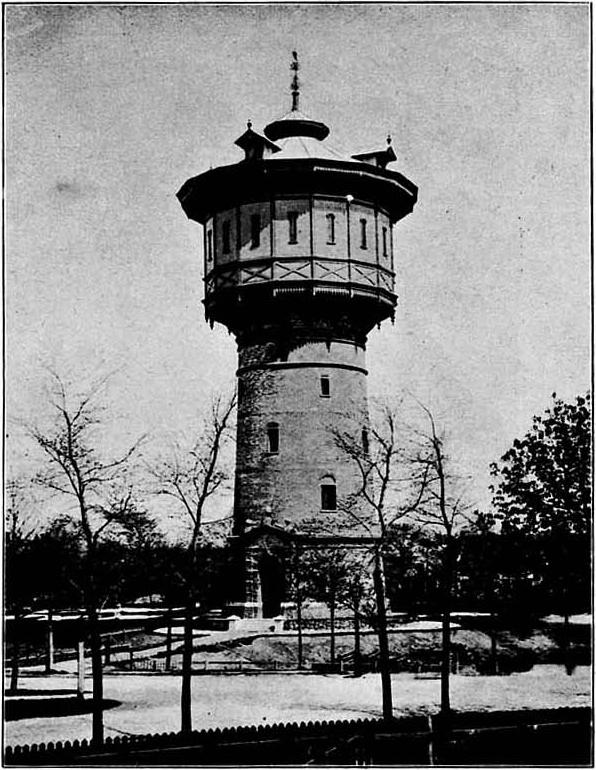
Watertoren Leeuwarden

## Lijst van werken
- Watertoren in Meppel (gebouwd 1884)
- Oude watertoren van Vlaardingen (gebouwd 1885, gesloopt)
- Watertoren Nieuwer-Amstel (gebouwd 1888, gesloopt 1928)
- Watertoren in Leeuwarden Schrans (gebouwd 1888, gesloopt 1972)
- Oude watertoren Almelo (gebouwd 1893, gesloopt 1962)
- Watertoren in Delden (gebouwd 1894)
- Watertoren in Bussum (gebouwd 1897)
- Watertoren in Tilburg (gebouwd 1897)
- Oude watertoren Roermond (gebouwd 1898, verwoest 1945)
- Watertoren in Ho Chi Minhstad (gebouwd 1912)
- Watertoren in Roosendaal (gebouwd 1916)